# San Bartolo Morelos
San Bartolo Morelos är en småstad i delstaten Mexiko i Mexiko och administrativ huvudort i kommunen Morelos. Samhället hade 1 981 invånare vid folkräkningen år 2020 och är kommunens befolkningsrikaste ort, dock inte dess administrativa center.
San Bartolo Morelos grundades på 1560-talet med namnet San Bartolomé. Sedan 1929 bryggs det läskedryck i staden. 1967 öppnade stadens första gymnasium. Staden nås via motorvägen mellan Ixtlahuaca de Rayón och Jilotepec de Molina Enríquez.